# Troldhaugen

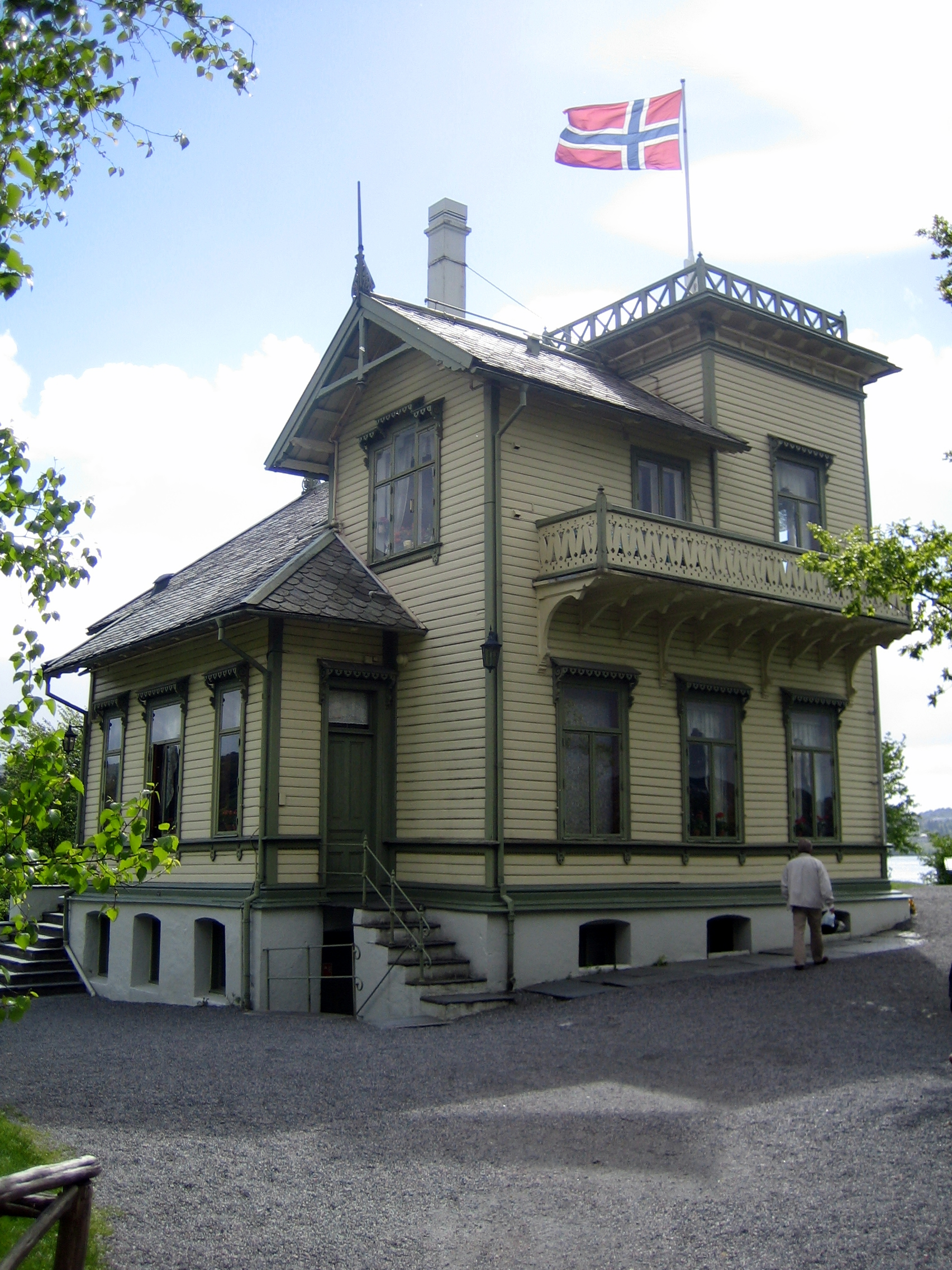
Troldhaugen

Troldhaugen est la maison où vécut Edvard Grieg. Elle est située dans le quartier de Paradis à Bergen, sur les rives du Nordåsvatnet.
Grieg parlait de sa maison comme de « mitt beste opus hittil » (« ma meilleure composition jusqu'ici »), bien qu'elle ait été dessinée par son cousin, l'architecte Schak Bull. Située près d'un endroit appelé par les locaux Trolddalen (la vallée des trolls), sa femme Nina le convainquit de la baptiser Troldhaugen (la butte aux trolls). Il y vécut de 1885 jusqu'à sa mort, en 1907.
Grieg a immortalisé le nom de sa villa dans l'une de ses pièces pour piano, Jour de Noces à Troldhaugen.
Sur ce site se trouve également la tombe d'Edvard et de sa femme.
Depuis 1985 ont lieu des concerts dans une salle construite à proximité.

## Le musée
En 1985 fut érigée une salle de concert, Troldsalen, conçue par Peter Helland-Hansen et Sverre Lied, réputée aujourd'hui pour son acoustique.
En 1995 fut inauguré un musée, conçu par un architecte du cabinet Cubus, avec une exposition permanente retraçant la vie d'Edvard Grieg et de sa musique, ainsi qu'une boutique et un petit restaurant.
Le musée remet chaque année depuis 1972 le prix de Grieg à un musicien norvégien ou à un chercheur dans le domaine de la musique. Le musée organise un très grand nombre de concerts, avec des performances tous les jours en juin, juillet et août, et le matin chaque dimanche de septembre. Le Festival International de musique de Bergen utilise Troldsalen et la villa tout au long du festival.
En plus de la villa, son chalet de compositeur est conservé.

### Le chalet du compositeur
Grieg était régulièrement dérangé dans la villa par les nombreuses visites et le bruit dans la cuisine. En 1891, il a donc fait construire un petit chalet juste en dessous de la maison, au bord de Nordåsvatnet, afin de pouvoir travailler en paix. La cabine est équipée d'un bureau, d'un poêle, d'un canapé, d'une chaise à bascule, d'étagères et d'un piano des Frères Hals.
Sur la chaise devant le piano Grieg utilisait, du haut de son 1,52 m, un livre épais afin d'atteindre le clavier. Le livre en question n'est autre que les 32 sonates de Ludwig van Beethoven dans une édition d'Ignaz Moscheles, le professeur de Grieg à Leipzig.
https://commons.wikimedia.org/wiki/File:Grieg_chalet_Troldhaugen.jpg